# Ј-рецептори
Ј-рецептори, јукстакапиларни рецептори, Ц-влакна, су нервни завршеци у ткиву плућа који се налазе у алвеоларном интерстициуму и инервисни су од стране влакна вагусног живца (живац луталац) . Зато што се завршеци Ц- влакана налазе у непосредној близини крвних судова плућа, у јукстапозицији према капиларима они су названи Ј-рецептори (Јукстакапиларни рецептори).
Рецептори у дисајним путевима и плућима су инервисани миелинским и немијелинским влакнима вагуса. Немијелинска влакна су Ц-влакна. Мијелинска влакна која инервишу рецепторе су обично подељени на спорореагујуће рецептора и рецептора брзог реаговања на основу тога да ли након дејства стимулуса долази до продуженог или убрзаног кретања сигнала кроз аферентно нервно влакано. Друга група рецептора се вероватно састоји од завршетака Ц-влакана (Ј-рецептори) који се деле у плућне и бронхијалне подгрупе на основу њихове локације.

## Улога
Ј-рецептори реагују на промене које у плућима изазива застој циркулације, након пада оксигенације и повећане вентилације, (о чему обавештавају централну регулацију дисања), као последица следећих поремећаја:
- оток (едем) плућа,
- плућна емболија
- упала плућа (пнеумонија),
- баротраума.

### Галерија могућих поремећаја
- Плућна емболија
- Упала плућа
- Баротраума

## Механизам
Рефлексна реакција коју покреће апнеја прати убрзано дисање, брадикардија и хипотензија (тзв. „плућни хеморефлекс“). Ј-рецепторе стимулише (надражује), застој циркулације у плућима (конгестија-навала крви) и едем (оток), али реакцију Ј-рецептора могу да стимулише и интравенска или интракардијална примена неких хемијских материја, (нпр. као што је капсаицин). Рефлексна реакција коју покреће апнеја прати убрзано дисање, брадикардија и хипотензија (тзв. „плућни хеморефлекс“). Надражај Ј-рецептора изазива Херинг-Бруер рефлекс, »увећања обима дисања«, а такође се сматра да он учествују и у преношењу сензација које изазивају диспнеју (по Гајтону они су највероватније узрок диспнеје) и на тај начин стварају субјективни осећај отежаног дисања. Сличан одговор изазивају и рецептори у срцу покретањем (енгл. Bezold-Jarisch) рефлекса или »коронарног хеморефлекса«, који проузрокује апнеју, брадикардију ихипотензију. Физиолошка улога ових рефлекса је недовољно истражена, али се они вероватно јављају у патолошким стањима (растезања у току конгестије (навале крви) или емболизације плућа и срца), изазваног од стране ендогених супстанци.
Ову претпоставку наводе и Кембел и Хауел (1963) који су формулисали „теорију неадекватне дужине-напетости“, у којој наводе да је основни поремећај у диспнеји настаје као резултат неслагање између притиска (напетости) генерисане од стране дисајних мишића и дисајног волумена (дужине). Кад год дође до такве разлике, мишићна вретена (механорецептори) из међуребарних мишића преносе сигнала који омогућавају да акт дисања прикажу на свесном нивоу. Поред тога, јукстакапиларни рецептори (Ј-рецептори), који се налазе у алвеоларном интерстицијуму, преносе немијелинским влакнима вагусног живца сигнале који настају њиховим стимулисањем изазваним плућном конгестијом (навалом крви-загушењем). Ово активира Херинг-Бруер рефлекс (енгл. Hering–Breuer reflex), којим се инспирациони напор прекида пре него што је постигнута пун ниво инспиријума, што резултује брзим и плитким дисањем.